# Vanessa Nygaard
Vanessa Ann Nygaard (Scottsdale, 13 marzo 1975) è un'ex cestista e allenatrice di pallacanestro statunitense.

## Carriera
Ala di 185 cm per 75 kg, ha giocato in WNBA dal 1998 e ha vestito le maglie di New York Liberty, Cleveland Rockers, Portland Fire, Miami Sol, Charlotte Sting, Houston Comets e Los Angeles Sparks. Ha giocato anche in Italia, Germania e Spagna.
Nel 2008 è stata assistente allenatrice nella WNBA con le San Antonio Silver Stars e nel 2009 con le Washington Mystics.